# Le Ménil-Broût
Le Ménil-Broût – miejscowość i gmina we Francji, w regionie Normandia, w departamencie Orne.
Według danych na rok 1990 gminę zamieszkiwało 159 osób, a gęstość zaludnienia wynosiła 46 osób/km² (wśród 1815 gmin Dolnej Normandii Le Ménil-Broût plasuje się na 727. miejscu pod względem liczby ludności, natomiast pod względem powierzchni na miejscu 1013.).